# Arxak Petrossian
Arxak Bagràtovitx Petrossian (en armeni: Արշակ Պետրոսյան); Yerevan, 16 de desembre de 1953) és un jugador d'escacs i entrenador nacional armeni. Obtingué el títol de Gran Mestre el 1984. El 2004 la FIDE li va atorgar el títol de FIDE Senior Trainer, el màxim títol d'entrenador internacional
Tot i que s'ha mantingut inactiu com a jugador almenys des de l'any 2000, a la llista d'Elo de la FIDE de febrer de 2015, hi tenia un Elo de 2470 punts, cosa que en feia el jugador número 24 d'Armènia. El seu màxim Elo va ser de 2514 punts, a la llista de juliol de 1999 (posició 404 al rànquing mundial).
|  |

## Resultats destacats en competició
Va ser un destacat jugador de torneigs a la Unió Soviètica els anys 1980, i va guanyar partides contra destacats GMs com Aleksei Xírov, Rafael Vaganian, o Aleksandr Morozévitx.
En Petrossian ha estat dos cops Campió d'Armènia, els anys 1974 i 1976 (aquest darrer, ex aequo amb Vanik Zakarian).
Ha participat, representant Armènia, en dues Olimpíades d'escacs, el 1992 i el 1996, amb un resultat global sobre quatre partides de (+0 =3 -1).

## D'altres activitats
Petrossian no està emparentat amb Tigran Petrossian, també armeni, qui fou Campió del món entre 1963 i 1969. En canvi, és el sogre del GM d'elit hongarès Péter Lékó, de qui ha esdevingut entrenador i mentor.